# Fußball-Europameisterschaft 1968
Das dritte Turnier um den Henri-Delaunay-Pokal war die erste offizielle Fußball-Europameisterschaft. Sie wurde als Halbfinal-Endrunde vom 5. bis zum 10. Juni 1968 ausgetragen. Während die vorhergehenden Wettbewerbe von 1960 und 1964 noch als Europa-Nationenpokal bezeichnet wurden, wurde 1968 zum ersten Mal der Begriff Europameisterschaft verwendet. Da in der Presse die Anzahl der Turniere heute oft mit der Anzahl der Europameisterschaften gleichgesetzt wird, wird dieses Turnier auch als dritte Europameisterschaft bezeichnet.
Zum ersten Mal nahmen alle großen europäischen Fußballnationen an den Qualifikationsspielrunden teil. Die Auslosung erfolgte am 23. Februar 1966 im Zürcher Zunfthaus Zum Rüden. Von den 33 Mitgliedstaaten der UEFA hatte Island nicht gemeldet und Malta seine Nennung zurückgezogen, so dass für die Ermittlung der acht Viertelfinalisten sieben Vierer- und eine Dreiergruppe ausgelost wurden; als Termine für die Hin- und Rückspiele galten der 1. August 1966 bis 28. Februar 1968. Die einzige Ausnahme war die Gruppe 4 mit nur drei Teilnehmern, wobei das DFB-Team der Bundesrepublik Deutschland auf Jugoslawien und Albanien traf. Nur die Sieger qualifizierten sich für die Viertelfinalrunde.
Im Viertelfinale, das als Hin- und Rückspielrunde unter zwei Gruppensiegern ausgetragen wurde, qualifizierten sich vier Mannschaften. Unter diesen wurde Italien als Gastgeberland für die Endrunde auserkoren.

## Qualifikation deutschsprachiger Mannschaften

### Bundesrepublik Deutschland
Die Nationalmannschaft der Bundesrepublik Deutschland spielte in der Qualifikationsgruppe 4 gegen Jugoslawien und Albanien. Es war die einzige Qualifikationsgruppe, in der nur drei Mannschaften vertreten waren. Somit waren auch nur vier Spiele zu absolvieren. Deutschland und Jugoslawien gewannen untereinander jeweils die Heimspiele und erwartungsgemäß auch ihre Heimspiele gegen Albanien. Nachdem die Jugoslawen in ihrem Nachbarland siegreich waren, benötigte die deutsche Mannschaft im letzten Spiel am 17. Dezember 1967 ebenfalls einen Sieg beim „Fußballzwerg“ Albanien, um sich aufgrund des besseren Torverhältnisses (9:2 gegenüber 8:3 von Jugoslawien) für das Viertelfinale zu qualifizieren. Die Mannschaft, die mit Günter Netzer und Wolfgang Overath angetreten war, kam in Tirana allerdings nicht über ein 0:0 hinaus und schied aus. Das Spiel wurde auch als Schmach von Tirana bezeichnet.

### DDR
Die Nationalmannschaft der DDR spielte in Gruppe 5 gegen Ungarn, die Niederlande und Dänemark. Sie gewann jedes ihrer Heimspiele, verlor bis auf ein 1:1 in Dänemark jedoch alle Auswärtsspiele. Als Gruppenzweiter hinter Ungarn war sie nicht qualifiziert.

### Österreich
Österreich spielte in Gruppe 3 gegen die Sowjetunion, Griechenland und Finnland. In dieser Gruppe marschierte die Sowjetunion problemlos durch die Qualifikation, allerdings musste sie sich in Österreich mit 0:1 beugen. Österreich wurde nach zwei Siegen und zwei Unentschieden Dritter hinter Griechenland, wobei ein Gegentor mehr den Ausschlag gab.

### Schweiz
Die Schweiz spielte in Gruppe 6 gegen Italien, Rumänien und Zypern. Die Schweizer mussten in Nikosia den Zyprioten deren ersten Länderspielerfolg zugestehen und wurden nur Dritter. Sie verzeichneten zwei Siege und einen Achtungserfolg gegen die sich problemlos qualifizierenden Italiener beim 2:2 in der Schweiz.

## Spielorte
| Rom |

| Florenz |

| Neapel |

| Rom |

| Florenz |

| Neapel |

## Teilnehmer
| Jugoslawien (Kader) | England (Kader) | Italien (Kader) | Sowjetunion (Kader) |

## Endrunde

### Halbfinale
|                                              |   |             |           |
| 5. Juni 1968 in Neapel (Stadio San Paolo)    |   |             |           |
| Italien                                      | – | Sowjetunion | 0:0 n. V. |
| Italien erreichte nach Münzwurf das Endspiel |   |             |           |

Die Sowjetunion war ohne ihren legendären Torhüter Lew Jaschin gegen Gastgeber Italien angetreten und erreichte über 120 Minuten ein 0:0. Für Italien stand Dino Zoff im Tor. Während dieser 120 Minuten hatte die Mannschaft der Sowjetunion die klareren Torchancen, während Italien sich auf seine Defensive verließ. Der Sieger wurde schließlich per Münzwurf ermittelt. Der deutsche Schiedsrichter Kurt Tschenscher wollte die Münzentscheidung im Mittelkreis des Spielfeldes im Beisein der beiden Mannschaftskapitäne Giacinto Facchetti und Jurij Istomyn vornehmen, als der sowjetische Verbandspräsident Walentin Granatkin und sein italienischer Kollege Artemio Franchi einschritten. Sie verlangten von dem Schiedsrichter, dass der Münzwurf in einem geschlossenen Raum stattfindet. Die Verbandspräsidenten trafen sich schließlich in der Kabine der Schiedsrichter. Die beiden Mannschaftskapitäne mussten vor der Kabinentür warten. Die beiden Mannschaften warteten unterdessen im Stadion auf dem Platz. Zunächst wurde vom sowjetischen Verbandspräsidenten ein Probewurf verlangt, bei dem die Sowjetunion als Sieger festgestanden hätte. Der zweite Wurf sollte der entscheidende sein. Italien wurde hierbei als Sieger ermittelt. Der Münzwurf wurde von allen Beteiligten als große Ungerechtigkeit empfunden und ein Elfmeterschießen als zukünftige Möglichkeit angesehen. Es kam nach diesem Spiel nie wieder zu einer Münzwurfentscheidung in einem internationalen Wettbewerb.
|                                           |   |         |           |
| 5. Juni 1968 in Florenz (Stadio Comunale) |   |         |           |
| Jugoslawien                               | – | England | 1:0 (0:0) |

Der hohe Favorit und Weltmeister England tat sich gegen Jugoslawien äußerst schwer, obwohl er bis auf Geoff Hurst in Bestbesetzung angetreten war. Mit Hurst fehlte den Engländern allerdings der zuverlässige Vollstrecker im Angriff. Jugoslawien gewann durch einen späten Treffer von Dragan Džajić in der 86. Minute.

### Spiel um Platz 3
|                                      |   |             |           |
| 8. Juni 1968 in Rom (Olympiastadion) |   |             |           |
| England                              | – | Sowjetunion | 2:0 (1:0) |

Die Sowjetunion war bisher die erfolgreichste Mannschaft bei Europameisterschaften als Europameister von 1960 und Finalist von 1964. Weltmeister England gewann jedoch souverän durch Tore von Bobby Charlton und Geoff Hurst, der den Engländern im Halbfinale noch gefehlt hatte.

### Finale

#### Italien – Jugoslawien 1:1 n.V. (1:1, 0:1)
| Italien                                                    | Italien | Jugoslawien | Jugoslawien |
| ---------------------------------------------------------- | --- | --- | ----------- |
| Italien                                                    | \| Samstag, 8. Juni 1968 um 21:15 Uhr in Rom (Olympiastadion) \| \| Zuschauer: 68.817[3] \| \| Schiedsrichter: Gottfried Dienst ( Schweiz) \|                                                                                    | \| Samstag, 8. Juni 1968 um 21:15 Uhr in Rom (Olympiastadion) \| \| Zuschauer: 68.817[3] \| \| Schiedsrichter: Gottfried Dienst ( Schweiz) \|                                                                        | Jugoslawien |
| Italien                                                    | Dino Zoff – Tarcisio Burgnich, Ernesto Castano, Giacinto Facchetti – Giorgio Ferrini, Aristide Guarneri, Antonio Juliano, Giovanni Lodetti – Pietro Anastasi, Angelo Domenghini, Pierino Prati Cheftrainer: Ferruccio Valcareggi | Ilija Pantelić – Mirsad Fazlagić , Milan Damjanović – Blagoje Paunović, Dragan Holcer, Ilija Petković – Vahidin Musemić, Dragan Džajić, Miroslav Pavlović, Jovan Aćimović, Dobrivoje Trivić Cheftrainer: Rajko Mitić | Jugoslawien |
| Italien                                                    | 1:1 Angelo Domenghini (78.) | 0:1 Dragan Džajić (40.) | Jugoslawien |
| Samstag, 8. Juni 1968 um 21:15 Uhr in Rom (Olympiastadion) | | |             |
| Zuschauer: 68.817                                          | | |             |
| Schiedsrichter: Gottfried Dienst ( Schweiz)                | | |             |

Der Schweizer Schiedsrichter Gottfried Dienst, bekannt vom WM-Finale 1966 und dem umstrittenen Wembley-Tor, stand beim EM-Finale 1968 wieder im Mittelpunkt der Kritik. Erneut wurde ihm eine Bevorteilung des Gastgebers vorgeworfen.
Außenseiter Jugoslawien war durch Dragan Džajić kurz vor der Pause in Führung gegangen und erst in der 78. Minute erzielte Angelo Domenghini den Ausgleich. Da ein Elfmeterschießen noch nicht zum Reglement gehörte, fand ein Wiederholungsspiel statt, das zwei Tage später, also am Montag, an gleicher Stelle ausgetragen wurde.

### Finale (Wiederholungsspiel)

#### Italien – Jugoslawien 2:0 (2:0)
| Italien                                                    | Italien | Jugoslawien | Jugoslawien |
| ---------------------------------------------------------- | --- | --- | ----------- |
| Italien                                                    | \| Montag, 10. Juni 1968 um 21:15 Uhr in Rom (Olympiastadion) \| \| Zuschauer: 32.866[4] \| \| Schiedsrichter: José María Ortiz de Mendíbil ( Spanien) \|                                                                      | \| Montag, 10. Juni 1968 um 21:15 Uhr in Rom (Olympiastadion) \| \| Zuschauer: 32.866[4] \| \| Schiedsrichter: José María Ortiz de Mendíbil ( Spanien) \|                                                            | Jugoslawien |
| Italien                                                    | Dino Zoff – Tarcisio Burgnich, Sandro Salvadore, Roberto Rosato, Giacinto Facchetti – Aristide Guarneri, Giancarlo De Sisti – Pietro Anastasi, Angelo Domenghini, Sandro Mazzola, Luigi Riva Cheftrainer: Ferruccio Valcareggi | Ilija Pantelić – Mirsad Fazlagić , Milan Damjanović – Blagoje Paunović, Dragan Holcer, Ilija Petković – Vahidin Musemić, Dragan Džajić, Miroslav Pavlović, Jovan Aćimović, Dobrivoje Trivić Cheftrainer: Rajko Mitić | Jugoslawien |
| Italien                                                    | 1:0 Luigi Riva (12.) 2:0 Pietro Anastasi (32.) | | Jugoslawien |
| Montag, 10. Juni 1968 um 21:15 Uhr in Rom (Olympiastadion) | | |             |
| Zuschauer: 32.866                                          | | |             |
| Schiedsrichter: José María Ortiz de Mendíbil ( Spanien)    | | |             |

Italien gelang die Entscheidung bereits in der ersten Halbzeit. Stürmerstar Luigi Riva und Pietro Anastasi erzielten in der 12. und 32. Minute die Treffer zum 2:0-Erfolg.

## Die Europameister
Italiens Weg zu ihrem ersten Europameistertitel war ein langer Weg, der durch Glück begünstigt wurde. Zuerst wurde man als Gastgeber ausgewählt, da England erst zwei Jahre zuvor die WM ausgetragen hatte und die beiden anderen Teilnehmer als sozialistische Staaten nicht als Gastgeber prädestiniert waren. Im Halbfinale entschied das Glück beim Münzwurf, und auch das Finale wurde nicht gewonnen, so dass erst ein Wiederholungsspiel die Entscheidung für die Gastgebermannschaft brachte. Es war der erste Titel für Italien nach dem Gewinn der Weltmeisterschaften 1934 und 1938.
Enrico Albertosi, Lido Vieri, Dino Zoff, Angelo Anquilletti, Giancarlo Bercellino, Tarcisio Burgnich, Ernesto Castano, Giacinto Facchetti, Roberto Rosato, Sandro Salvadore, Giancarlo De Sisti, Giorgio Ferrini, Aristide Guarneri, Antonio Juliano, Giovanni Lodetti, Gianni Rivera, Pietro Anastasi, Giacomo Bulgarelli, Angelo Domenghini, Sandro Mazzola, Pierino Prati, Luigi Riva. Trainer: Ferruccio Valcareggi

## All-Star-Team
Ein offizielles UEFA-All-Star-Team der wertvollsten Spieler eines Turniers wurde erstmals bei der Europameisterschaft 1996 in England gewählt. Als Mannschaft der EM 1968 wurden von der UEFA im Jahr 2011 folgende Spieler ausgewählt.
| Torhüter  | Abwehr                                                             | Mittelfeld                | Stürmer                                                |
| --------- | ------------------------------------------------------------------ | ------------------------- | ------------------------------------------------------ |
| Dino Zoff | Giacinto Facchetti Mirsad Fazlagić Bobby Moore Albert Schesternjow | Sandro Mazzola Ivica Osim | Angelo Domenghini Dragan Džajić Geoff Hurst Luigi Riva |

## Torschützenliste (Endrunde)
| Rang | Spieler           | Tore |
| ---- | ----------------- | ---- |
| 1    | Dragan Džajić     | 2    |
| 2    | Pietro Anastasi   | 1    |
|      | Bobby Charlton    | 1    |
|      | Angelo Domenghini | 1    |
|      | Geoff Hurst       | 1    |
|      | Luigi Riva        | 1    |

Torschützenkönig des gesamten Wettbewerbs wurde der Italiener Luigi Riva mit sieben Toren.